# Kölner Domkapitel

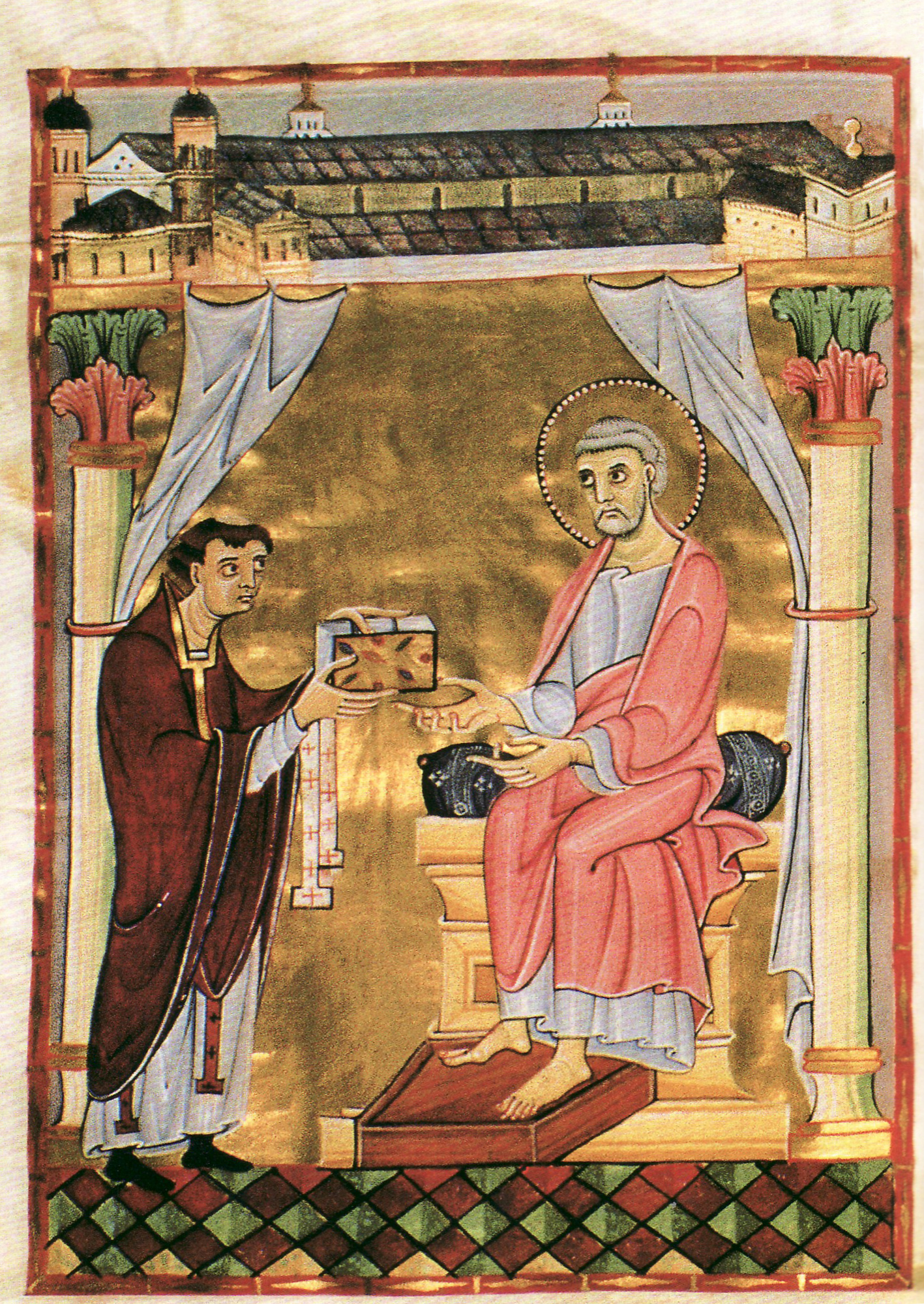
Darstellung des romanischen Doms im Hillinus-Codex der Kölner Dombibliothek

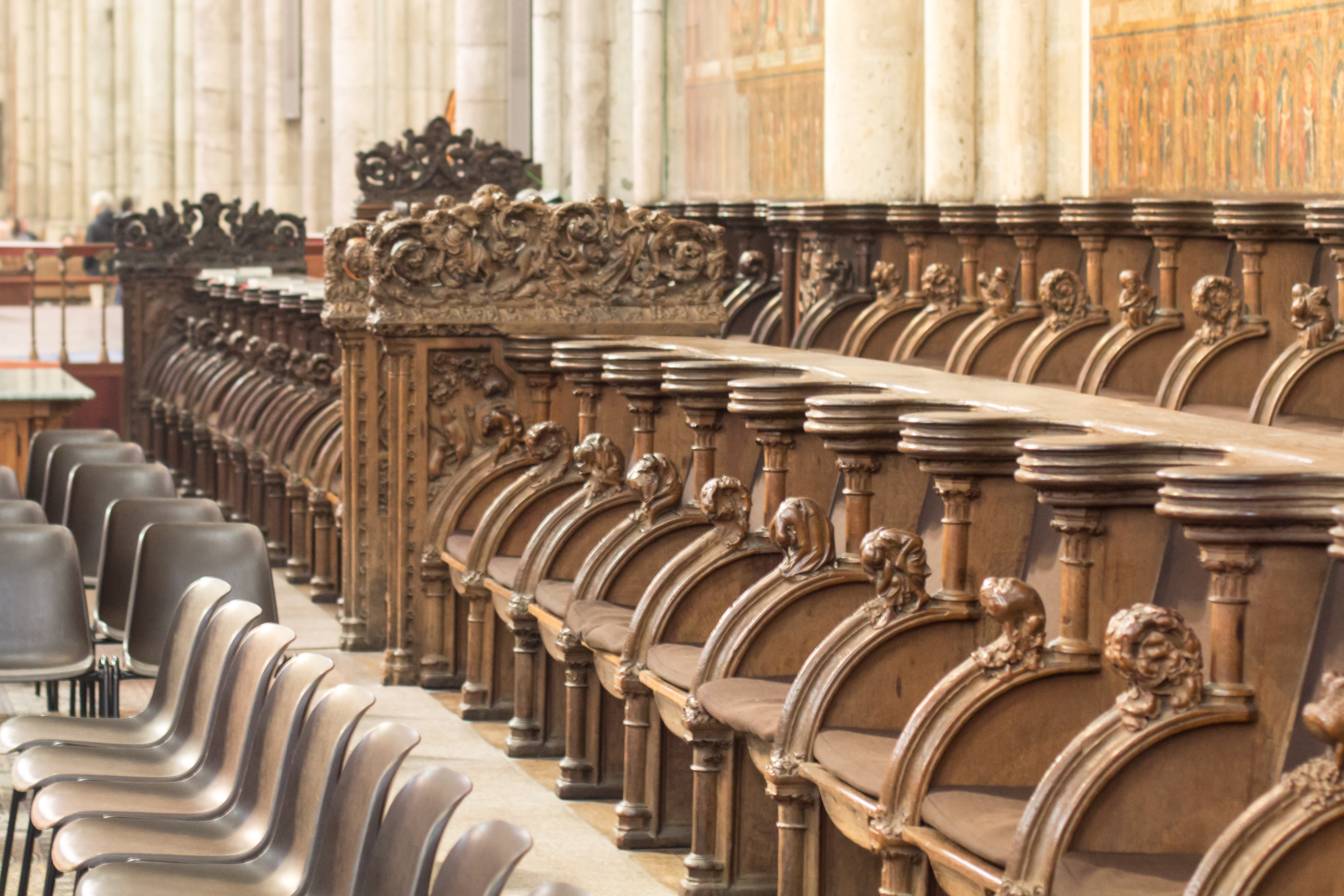
Das Chorgestühl von 1311

Das Hohe Dom-, Kathedral- und Metropolitankapitel zu Köln ist eine Gemeinschaft von Diözesangeistlichen, das den Erzbischof von Köln bei der Leitung der Erzdiözese berät.
Ihm obliegt die Seelsorge an der Hohen Domkirche zu Köln, insbesondere die Feier der Liturgie im Kölner Dom. Ferner hat es die Aufgabe der Wahl des Erzbischofs von Köln gemäß dem Preußenkonkordat von 1929. Das Domkapitel besteht neben Dompropst und Domdechant aus zehn residierenden und vier nicht residierenden Domkapitularen.

## Geschichte
Die Ursprünge des Kölner Domkapitels liegen weitgehend im Dunkeln. Es muss bereits vor 816 als festes Gremium bestanden haben, da es in diesem Jahr eine Institutio clericorum anfertigen ließ. Demnach lebten die Kleriker des Domkapitels nach der Kanonikerregel des Chrodegang von Metz.
Die klösterliche Gemeinschaft besaß einen gemeinsamen Schlafsaal (Dormitorium), ein Refektorium (Speisesaal) und eine gemeinsame Bibliothek. Innerhalb der Domimmunität, dem Lebensraum der Kanoniker, gab es auch ein Hospital, einen Friedhof und zahlreiche Kapellen.
Dem Betrieb des „Domklosters“ gehörten in der Mitte des 9. Jahrhunderts über 100 Personen an, die Handwerker nicht mitgezählt. Allein für die Domkirche gab es 23 Bedienstete; im Kapitel kamen dazu zwei Kellermeister, ein Küchenmeister, vier Köche, ein Bäcker, zwei Bedienstete für die Kleiderkammer, zwei Schlafsaalwärter, welche den jungen Kanonikern die Betten machten, vier Türsteher und zahlreiche andere. Selbst im 15. Jahrhundert gab es noch 15 Laienpfründen, obwohl der Haushalt stark verkleinert war.
Noch 1244/46 gab es Ansätze eines gemeinsamen Lebens: In diesem Jahr wurde die Tischordnung geregelt, zudem wurden die 72 Kanoniker nach Rängen geordnet. So gab es unter ihnen 24 Praelati in ecclesia und 20 einfache Pfründen. Aus ihnen entwickelten sich später die 24 Domherren und die 20 Domizellaren. Es gab keine Beförderungen; man rückte mit dem Tode eines älteren auf. Je ein Kanonikat war dem Papst und dem Kaiser vorbehalten.
1212/18 wurden acht Priesterkanonikate eingerichtet; später reduzierte man ihre Zahl auf sieben. Bei ihnen handelt es sich um die sogenannten Kardinalpriester, die seit 1049/52 allein das Recht hatten, an den beiden Hochaltären der Domkirche mit Dalmatik, Sandalen und Mitra die Messe zu feiern.
Bereits um das Jahr 1000 waren die Kanonikate des Kölner Domes alleine dem höheren Adel des Reiches vorbehalten. Lediglich die Priesterkanonikate konnten mit „Bürgerlichen“ besetzt werden.
1162 wurde das Amt des custos regum („Wächter der Könige“) eingerichtet, der für die Pilger zu den Heiligen Drei Königen verantwortlich war; zeitweise war dieses Amt doppelt besetzt.
Spätestens 1450 stand die endgültige Verfassung des Kölner Domkapitels fest. Es bestand nun aus 24 Kapitularen und 20 (später 24) Anwärtern. Von den Kapitularen mussten 16 dem Hochadel des Reiches angehören, weshalb sie auch Domgrafen genannt wurden. Die acht weiteren Kanonikate sollten an Priester mit akademischem Grad vergeben werden. Die Domizellare, also Anwärter, gehörten ebenfalls dem Hochadel an. Die Domgrafen mussten zumindest die Weihe zum Subdiakon besitzen. Höhere Weihen waren für sie nicht vorgeschrieben.
Seit es 1346 zu einem Streit zwischen „Domgrafen“ und Priesterherren gekommen war, in welchem die Domgrafen den Priesterherren das volle Kanonikerdasein absprechen wollten, kam es innerhalb des Kapitels zu keinem derartigen Streit mehr, und die Priesterherren wurden als volle Kanoniker anerkannt.
Wie in vielen Domkapiteln, so begann auch im Hochmittelalter die Emanzipation der Kanoniker von den Prälaten. In zwei Schritten, nämlich 1284 und 1373, wurde das Vermögen zwischen dem Dompropst und dem Domkapitel aufgeteilt. Wenn das Kapitel im Hochmittelalter die freie Wahl des Dompropstes gegen den Papst verteidigen konnte, so verlor sie doch zwei Kanonikate an die Universität zu Köln. Regelte das Kapitel seine Nachfolge im Allgemeinen selbst, so wurden die „Universitätspfründen“, welche zu den acht Priesterkanonikaten gehörten, von der Universität verliehen, die sie 1394 und 1437 erhielt.
Der Zerfall der Vita communis (gemeinsames Leben) führte häufig zu einer mangelhaften Residenz der Domherren, welche oftmals an verschiedenen Kirchen präbendiert waren (vgl. z. B. Oswald von Hohenzollern-Sigmaringen). Waren 1323 noch 15 Kanoniker (8 Domgrafen und 7 Priesterherren) anwesend, so sank ihre Zahl bis 1381 auf fünf Domgrafen und sieben Priesterherren. Letztere bildeten in den folgenden Jahrhunderten meist das stabilere Element des Kapitels. Das für den Dom angefertigte, besonders repräsentative Chorgestühl von 1308 bis 1311 ist gleichwohl mit 104 Sitzen das am umfangreichsten erhaltene in Deutschland.
Durch päpstliche Reservationen (ein mittelalterlicher Rechtsbegriff) ging dem Kapitel ab 1298/1304 das Bischofswahlrecht verloren, welches es sich erst durch das Wiener Konkordat (1448/49) wieder sichern konnte. Trotzdem konnte es im Koadjutorenvertrag von 1366 erstmals eine Wahlkapitulation vereinbaren. Diese enthielt 15 Punkte, von denen neun Vergünstigungen für das Kapitel und den Klerus enthielten, sechs bezogen sich auf die Politik des Erzstifts. Mit jeder Wahl wurde eine neue Wahlkapitulation erstellt, doch alle hatten immer nur ein Ziel: die Vormachtstellung des Domkapitels im Land zu stärken und den Erzbischof an sich zu binden. Hierbei ging es nicht nur um Eigeninteressen, sondern auch um eine Absicherung des Erzstifts.
Nach dem Tode des Erzbischofs Dietrich II. von Moers (1463) setzte das Kapitel mit den Landständen die Erblandesvereinigung durch, welche weitere Verpfändungen Kurkölnischer Territorien und eine zunehmende Verschuldung des Erzstifts verhindern sollte. Gleichzeitig verpflichtete es sich, vor der Wahl das Votum der Landstände einzuholen.
Als Dietrichs Nachfolger, Erzbischof Ruprecht von der Pfalz, sich jedoch zunehmend gegen die eigenen Landstände wandte (er besetzte u. a. die an das Domkapitel verpfändete Stadt Zons), verbündete sich das Domkapitel mit diesen und versuchte, seine Absetzung zu erwirken. Hierbei wandte es sich offen von seinem Erzbischof ab und wählte den nachmaligen Erzbischof Hermann IV. von Hessen zum Administrator. Diese (auch kriegerische) Auseinandersetzung ging unter dem Namen Kölner Stiftsfehde in die Geschichte ein.
Im Zeitalter der Reformation bildete das Domkapitel, gemeinsam mit der Kölner Universität, den Stabilitätsanker des Katholizismus. Energisch trat es den Protestantisierungs- und Reformierungsversuchen der Erzbischöfe Hermann V. von Wied und Gebhard Truchseß von Waldburg entgegen. Besonders Johannes Gropper machte sich hierbei einen Namen.
Kurz vor dem Tode des Erzbischofs Maximilian Heinrich von Bayern (1688) wählte das Domkapitel den Domdechanten und Bischof von Straßburg, Kardinal Wilhelm Egon von Fürstenberg, zum Koadjutor des Erzbischofs. Da der Erzbischof jedoch noch vor der Wahlbestätigung verstarb, kam es nun zur Bischofswahl. Fürstenberg war ein enger Verbündeter des Königs von Frankreich und galt allgemein als „Reichsverräter“. Obwohl Kaiser und Papst Joseph Clemens von Bayern als Kandidaten den Vorzug gaben und der Kaiser bei einer Wahl Fürstenbergs die Verweigerung der Regalien ankündigte, erlagen große Teile des Kapitels den französischen Bestechungsgeldern und Druckmitteln (viele waren auch im französischen Straßburg bepfründet). Es kam zu einer Spaltung des Kapitels, und die Anhänger des Kardinals schlossen sich mit diesem in Bonn ein. Als die Stadt militärisch genommen war, floh Fürstenberg mit den Priesterherren Eschenbrender und Quentel nach Straßburg. Die übrigen Domherren hatten sich bereits dem kaiserlichen Kandidaten angeschlossen. Die Einheit des Kapitels war wieder hergestellt.
In seiner Endphase galt das alte Domkapitel als überaus konservativ und der Aufklärung gegenüber als sehr zugeknöpft. So wurde es oftmals Zielscheibe „aufgeklärter“ Kreise.

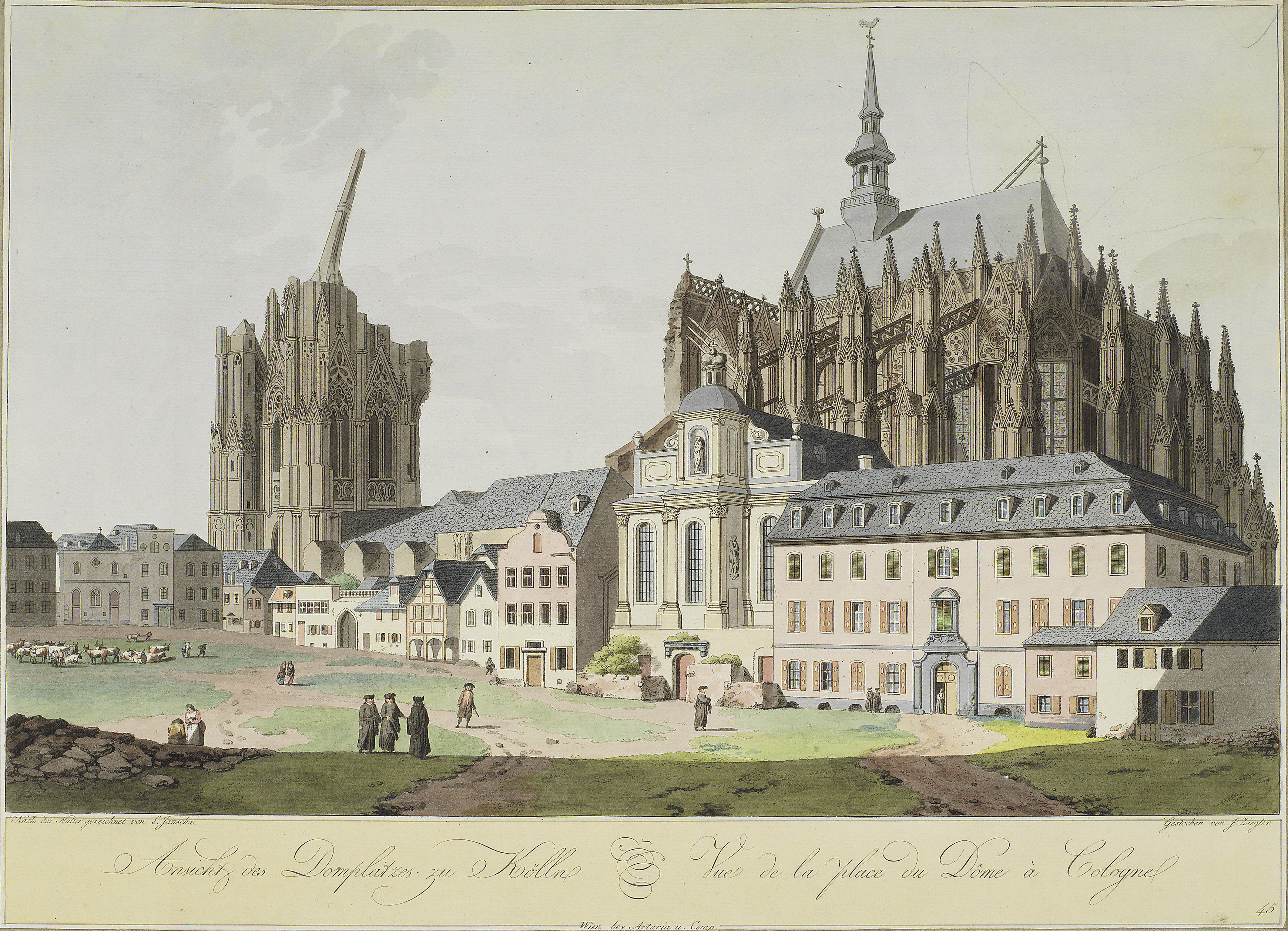
Der Kölner Dom und das Domkloster/Priesterseminar um 1795

Im Gegensatz zu vielen anderen Kapiteln wurde das Kölner Domkapitel am Ende des Heiligen Römischen Reiches Deutscher Nation nicht aufgehoben. 1794, noch vor dem Einrücken der Franzosen in Köln, begab sich ein Großteil des Kapitels nach Arnsberg. Einige Kanoniker ließ man jedoch in Köln zurück, wo sie die Kapitelsrechte wahren sollten. Hierbei kam es zu Streitigkeiten, bei denen man ein Druckmittel anwandte. Obwohl die „Kölner“ Kapitulare im Auftrag des Kapitels in Köln verblieben waren, wurde ihnen das als mangelnde Residenz angerechnet, und man verweigerte ihnen die Pfründezahlungen. Denn, so die Aussage, Residenzhalten könne man lediglich in Arnsberg. Nach einigen Querelen konnte der Streit beigelegt werden.
In Arnsberg wählte das Kapitel einen neuen Domdechanten und feierte diese Wahl ausgiebig mit Empfängen und Konzert. Die Umstände der Zeit wurden ignoriert. Als 1801 Erzbischof Maximilian Franz von Österreich im Wiener Exil verstorben war, wählte man seinen Neffen Anton Viktor von Österreich zum neuen Erzbischof. Dieser konnte jedoch aufgrund der politischen Lage das Amt nicht mehr antreten und es blieb bei der Wahl eines Kapitularvikars, der bis zu seinem Tode in Deutz (gegenüber dem Kölner Dom) residierte und den rechtsrheinischen Restteil der Erzdiözese verwaltete. Eine Vereinigung der Diözesen Köln und Münster, bei welcher das Kölner Domkapitel im Münsteraner Domkapitel aufgegangen wäre, lehnte man energisch ab.
Da nicht nur die Kathedrale verloren gegangen war, sondern auch die Einkünfte des Kapitels, suchte jeder Kanoniker sein Glück nun auf eigene Faust, und das Kapitel zerfiel. Vakante Stellen wurden nicht mehr besetzt, und 1815 lebten noch acht Domgrafen und vier Priesterherren in alle Winde zerstreut. Bereits 1798 hatte man die Dompropstei mangels Einkünfte nicht mehr besetzt. Als es 1825 zur Wiedererrichtung des Kapitels kam und man den noch lebenden Kapitularen eine Stelle im „neuen“ Domkapitel anbot, lehnte jeder von ihnen ab.
Nachdem die Bulle De salute animarum das Kapitel 1821 wiederherstellte, gab es sich 1830 eigene Statuten. Neu war nun die Tatsache, dass die Domkirche eine Pfarrkirche war. Zu ihrer Seelsorge hatte das Kapitel einen Pfarrer zu bestellen, so wie es auch den Pönitentiar oder Bußkanoniker zu stellen hatte.
Wie in der alten Zeit war auch jetzt das Kapitel und nicht der Erzbischof Hausherr der Kathedrale. Auch jetzt galt, neben der Tätigkeit in der Bistumsverwaltung, der Chordienst in der Domkirche als Hauptaufgabe. Faktisch kam er jedoch in der zweiten Hälfte des 20. Jahrhunderts fast gänzlich zum Erliegen.
Im Verlauf der Kölner Wirren übernahm das Domkapitel die faktische Regierung des Erzbistums. Diese begann mit der Verhaftung des Erzbischofs Clemens August von Droste zu Vischering im Jahre 1837 und endete mit der Ernennung Johannes von Geissels zum Koadjutor im Jahre 1841. Hierbei hatte das Kapitel sich jedoch äußerst ungeschickt verhalten, denn die Übernahme geschah auf Weisung der preußischen Regierung, die das Kapitel nach der Verhaftung des Erzbischofs zur Wahl eines Kapitularvikars aufforderte. Obwohl der Erzstuhl besetzt war, verhielt sich das Kapitel wie bei einer Sedisvakanz. Ohne es wirklich gewollt zu haben, standen die Domherren nun wie Verbündete des Preußischen Staates da.
Ebenfalls in eine unglückliche Lage geriet das Kapitel nach dem Tod von Kardinal Joseph Höffner (1987). Wie gewohnt sandte das Kapitel die Kandidatenliste nach Rom, wo sich nun Gewohnheitsrecht und die neuen Normen des CIC von 1983 gegenüberstanden. Da der Papst diese Liste nach dem neuen Recht nur noch zu würdigen brauchte und das Kapitel davon ausging, dass er an die von ihnen genannten Namen gebunden sei, kam es nun zu Verwicklungen, denn auf der zurückgesandten Dreierliste, Terna genannt, befand sich nun ein Name, welcher sich nicht auf der Liste des Kapitels befunden hatte.
Hierauf weigerte sich das Kapitel, zur Wahl zu schreiten, und es kam zu einer Protestwelle deutscher Politiker und Theologen. Als Papst Johannes Paul II. jedoch auf seinem Ansinnen bestand und eine Besetzung des Kölner Erzstuhls ohne Votum des Kapitels in Aussicht stellte, gab das Kapitel nach. Für die Wahl musste jedoch noch der übliche Wahlmodus abgeändert werden, so dass auch eine Wahl mit relativer Mehrheit möglich werden konnte. Schließlich wurde der päpstliche Kandidat, Joachim Meisner, mit sechs Ja-Stimmen und zehn Enthaltungen gewählt.
Zum Weltjugendtag in Köln begrüßte Dompropst Norbert Feldhoff Papst Benedikt XVI. im Kölner Dom, wo dieser in der für den Papst reservierten Chorstalle Platz nahm.

## Mitglieder
| Position                | Name                   | Im Domkapitel seit | Sonstiges |
| Dompropst, Generalvikar | Guido Assmann          | 2017               | Dompropst seit 2020; seit 2022 auch Generalvikar                                                                                              |
| Domdechant              | Robert Kleine          | 2012               | Stadtdechant von Köln |
| Domkapitular            | Christoph Ohly         | 2021               | Rektor der Kölner Hochschule für Katholische Theologie (KHKT); zunächst nicht residierender, seit 2023 residierender Domkapitular             |
| Domkapitular            | Markus Hofmann         | 2012               | 2018 bis 2022 Generalvikar bzw. Delegat des Apostolischen Administrators; seit März 2025 Stadtdechant von Bonn                                |
| Domkapitular            | Günter Assenmacher     | 2004               | Domprediger; 1995 bis 2021 Offizial |
| Domkapitular            | Thomas Weitz           | 2015               | Vizeoffizial des Erzbistums Köln |
| Domkapitular            | Dominik Meiering       | 2015               | Leitender Pfarrer Kölner Innenstadt; von 2015 bis 2018 Generalvikar                                                                           |
| Weihbischof             | Dominikus Schwaderlapp | 2004               | 2004–2012 Generalvikar; seit 2012 Weihbischof                                                                                                 |
| Weihbischof             | Ansgar Puff            | 2013               | |
| Weihbischof             | Rolf Steinhäuser       | 2015               | Vom 12. Oktober 2021 bis 1. März 2022 Apostolischer Administrator                                                                             |
| Domkapitular            | Markus Bosbach         | 2018               | Präses des Cäcilienverbandes im Erzbistum; von 2016 bis 2023 stellvertretender Generalvikar, ab 1. September 2024 Pfarrverweser in Düsseldorf |
| Domkapitular            | Hans-Josef Radermacher | 2006               | Ehemaliger Regens des Kölner Priesterseminars                                                                                                 |

| Position                         | Name               | Im Domkapitel seit | Sonstiges                   |
| -------------------------------- | ------------------ | ------------------ | --------------------------- |
| Nicht residierender Domkapitular | Heinz-Peter Teller | 2013               | Stadtdechant von Leverkusen |
| Nicht residierender Domkapitular | Guido Zimmermann   | 2021               | Kreisdechant von Euskirchen |

| Name             | Domkapitular von-bis | ehemalige Position                                     |
| ---------------- | -------------------- | ------------------------------------------------------ |
| Norbert Feldhoff | 1975–2015            | Dompropst em., Generalvikar em.                        |
| Robert Kümpel    | 1987–2015            | Hauptabteilungsleiter Personal-Seelsorge em.           |
| Josef Sauerborn  | 2004–2023            | Künstlerseelsorger Erzbistum Köln bis Ende August 2023 |
| Gerd Bachner     | 2005–2021            | Dompropst em. (2015–2020), stellv. Generalvikar em.    |
| Anno Burghof     | 2008–2018            | Kreisdechant im Kreisdekanat Rhein-Sieg-Kreis          |

| Name               | Ehrendomherr seit | Sonstiges                                                 |
| ------------------ | ----------------- | --------------------------------------------------------- |
| Paul Knopp         | 2018              | Subsidiar der Domkirche                                   |
| Peter Kohlgraf     | 2018              | Bischof von Mainz                                         |
| Heiner Koch        | 2015              | Erzbischof von Berlin, ehemaliger Kölner Weihbischof      |
| Stefan Heße        | 2015              | Erzbischof von Hamburg, ehemaliger Kölner Generalvikar    |
| Friedhelm Hofmann  | 2004              | Bischof em. von Würzburg, ehemaliger Kölner Weihbischof   |
| Norbert Trelle     | 2005              | Bischof em. von Hildesheim, ehemaliger Kölner Weihbischof |
| Karl Bruno Fritzen | 2010              | ehemaliger Vizeoffizial                                   |
| Rolf Breitenbruch  | 1998              | ehemaliger Dompfarrer                                     |

| Name         | Domvikar/Domzeremoniar seit | Sonstiges                       |
| ------------ | --------------------------- | ------------------------------- |
| Jörg Stockem | 2020                        | zuvor Pfarrer im Erzbistum Köln |

## Dompropst
Der erste Prälat des Domkapitels war und ist der Dompropst. Ursprünglich mit der Verwaltung des Vermögens und der Reichung der Stipendia beauftragt, kam es 1284 und 1373 zur Teilung des Kapitelsvermögens. Zukünftig hatte er sich aus der Vermögensverwaltung herauszuhalten, wofür die Propstei jetzt über ein eigenes Vermögen verfügte. Zugleich als Archidiakon für die Stadt Köln zuständig, konnte ihm das Kapitel auch nicht in diese Aufgabe hereinreden.
Generell galt der Propst nicht als Kanoniker, weshalb er auch nicht zum Besuch der Kapitelssitzungen berechtigt war und nur auf Einladung erscheinen durfte. Dies hat sich in Köln jedoch nicht wirklich ausgewirkt, da das Kapitel die Wahl des Dompropstes in Händen hielt und immer einen Kanoniker zum Dompropst wählte. Die Vergabe der meisten Eigenkirchen und Lehen konnte er behalten.
Da die Säkularisation die Einkünfte des Domkapitels stark beeinträchtigte, besetzte es das Amt seit 1798 nicht mehr und vermietete die Räumlichkeiten der Dompropstei.
Nach der Säkularisation wurde der Dompropst erneut das Haupt des Kapitels und der Verwalter seiner Güter. Ursprünglich vom König von Preußen ernannt, wird er seit 1918 durch das Domkapitel gewählt.
Von 1847 bis 1863 wurde die Stelle des Dompropstes nicht besetzt, da sich der Erzbischof gegen den königlichen Kandidaten Nikolaus München sperrte.
Zwar erhielt München letztendlich die Propstei, doch musste er einen hohen Preis dafür zahlen. Sein Nachfolger, Franz Carl Berlage, war im Kapitel gänzlich isoliert, weil er als strammer Parteigänger und Zuträger der Regierung in Berlin galt.
Der letzte Dompropst, der durch die Regierung ernannt worden war, Arnold Middendorf, gehörte überhaupt nicht dem Kölner Klerus an. Er war Militärpfarrer und bewarb sich um diese Stelle.
Kardinal Johannes von Geissel erwirkte dem Dompropst 1851 die Pontifikalien.

## Domdechant

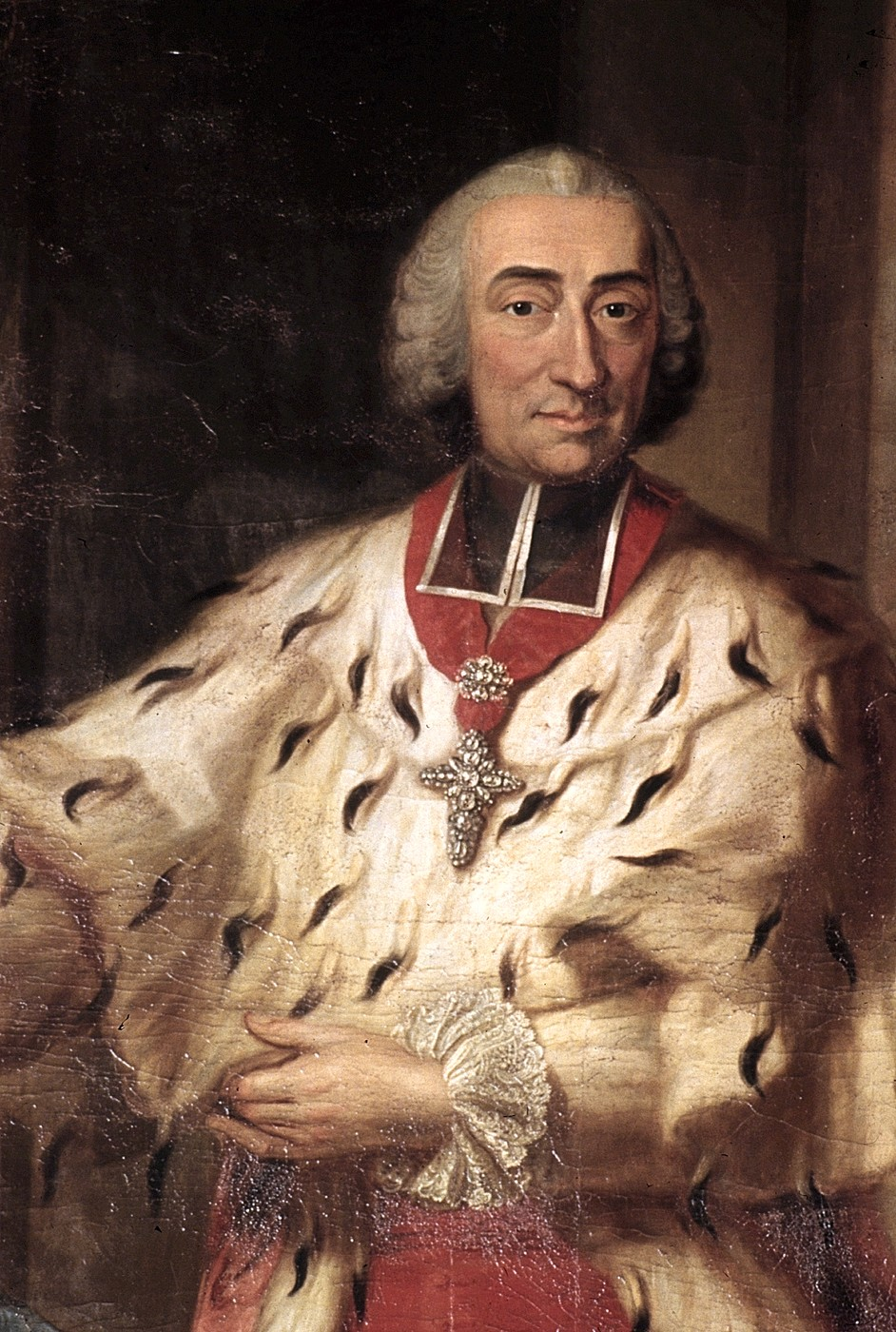
Der spätere Kurfürst-Erzbischof Maximilian Friedrich von Königsegg-Rothenfels war bis 1761 Domdechant

Der Domdechant war und ist der zweite Prälat des Kölner Domes. Ursprünglich für die Zucht der Kanoniker zuständig, war er bereits im 10. Jahrhundert der eigentliche Obere des Domkapitels. Vor seinem Gericht hatten sich auch die Diener zu verantworten. Nach dem Ausscheiden des Dompropstes trat er an den Kopf des Kapitels.
Seine Aufgabe war die Leitung der Kapitelssitzungen und er musste, als einziger der adligen Domherren, die Priesterweihe besitzen. Zugleich war der Domdechant Archidiakon für Neuss und die Kölner Pfarrkirche St. Maria Ablass. Er war es auch, der die 25 Domvikarien vergab.
Nach der Säkularisation wurde dem Erzbischof die Ernennung des Domdechanten zugesprochen.
Er ist für die Liturgie am Kölner Dom zuständig. Kardinal Johannes von Geissel erwirkte dem Domdechanten 1851 die Pontifikalien.
Das Amt des Domdechanten wurde seit 1821 häufig an einen Weihbischof der Erzdiözese Köln vergeben.

## Weitere Prälaturen
Nach dem Ausscheiden des Propstes kannte die Ordnung von 1244/46 acht officia, die den adligen Domherren vorbehalten waren. Dies waren der Dechant, der Subdechant, der Chorbischof, der Scholaster, der Cellerarius, der Cantor, sowie Portenarius maior und minor.
Nach 1450 entfielen der Cellerarius, der Cantor und beiden Portenarii und an ihre Stelle traten der Thesaurar und der Capellarius.
Der Scholaster war ursprünglich der Leiter der Domschule. Seinem Amt war die Propstei Hoegaarden-Hoxem in Brabant inkorporiert. Seit 1176/79 nahm er nach dem Dechanten die erste Stelle ein. Die Beschlüsse des Kapitels wurden durch ihn verkündet, weshalb man ihn auch als „den Mund“ des Domkapitels bezeichnete.
Der Chorbischof ist ein Amt, das es als Dignität so nur in der Kölner Kirche gab. Er war ursprünglich der Choraufseher und Singmeister. Es ist nicht zu verwechseln mit dem Chorbischof, einem Landbischof ohne festen Sitz in der Frühkirche.
Der Thesaurar (Kustos) war der Verantwortliche für den Kirchenschatz und die Sakristei; deren Instandhaltung und das entsprechende Personal, vom Sakristan bis zum Glöckner, unterstanden ihm.
Die späteren „Prälaturen“ des Diaconus maior und des Diaconus minor wurden nicht vergeben, sondern fielen automatisch dem ältesten und jüngsten adligen Diakon zu.
Weil Domherren infolge von Pfründenkumulation mit Residenzpflicht an anderen Orten häufig abwesend waren, wurden jeweils Vertreter bestimmt: Subdekan/-dechant bzw. Afterdekan, Subcustos und Subcellerar. Den Chorbischof vertrat der Kantor.

## Kanoniker
Ursprünglich mit 72 Kanonikern bestückt, sank die Zahl der Domherren im Hochmittelalter auf 24 ab, wozu noch jeweils ein Kanonikat für Papst und Kaiser kam. 16 der Domherren mussten dem Hochadel des Reiches angehören, also zumindest Reichsgrafen aus reichsunmittelbarem Hause sein. Sie gehörten oftmals denselben Familien an und kamen ab dem 16. Jahrhundert, als die benachbarten Reichsfürsten überwiegend protestantisch geworden waren, zumeist aus reichsgräflichen und -fürstlichen Häusern Frankens und Schwabens. Der Volksmund bezeichnete sie als Domgrafen. Da sie häufig an mehreren Domkirchen bepfründet waren, waren sie häufig nicht anwesend, so dass sie in den Kapitelssitzungen den Priesterherren oftmals an Zahl unterlegen waren.

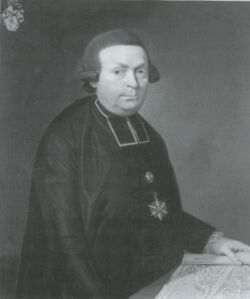
Domkapitular Clemens August von Merle mit Kapitelsstern

Acht der Domherren gehörten dem niederen Adel oder dem Bürgertum an. Um in das Kapitel aufgenommen zu werden, benötigten sie die Priesterweihe und einen akademischen Grad. Zumeist aus Köln oder dem Kölner Umland stammend, kamen auch sie häufig ebenfalls aus denselben Familien, zumeist den angesehensten Bürgergeschlechtern der freien Reichsstadt Köln, die vom Erzstift Köln umgeben war und in der die Kathedralkirche des Erzbistums lag. Das Kapitel ergänzte sich selbst und vergab die freigewordenen Kanonikate durch Wahl. Eine Ausnahme bildeten lediglich die beiden Universitätskanonikate der Priesterherren, welche durch die Universität Köln besetzt wurden.
Die Einkommen der einzelnen Kanoniker waren unterschiedlich. Bestanden sie ursprünglich aus Naturalien und Geld, so wurden später nur noch Gelder gezahlt. Abwesenheit vom Dom wurde durch „Gehaltsabzug“ vergütet. Innerhalb des Kapitels wurden verschiedene Dienste und Lehen zugeteilt, welche letztendlich das eigentliche Kanonikatseinkommen überschreiten konnten. So war es möglich, dass der Priesterherr und Weihbischof Clemens August von Merle wesentlich höhere Gehälter bezog als die meisten Domgrafen. Johann Arnold von Schönheim hatte als Senior des Kapitels den Hof zu Rheydt inne, war Halter der Obedienz Gladbach und an der Obedienz Königshoven beteiligt, besaß das Ferculum auf der Münz, war Buschherr und Deputierter ad fabricam, Amtsherr zu Worringen und Comissarius der Kapelle B.M.V.
In seiner Person vereinigte ein Kapitular also, neben seinem Kanonikat, eine Anzahl von Ämtern. Diese waren nicht nur reine Titel, sondern auch mit tatsächlicher Arbeit verbunden.
Die Abwesenheit zahlreicher Kanoniker erhöhte also nicht nur den Einfluss der Anwesenden, sondern auch deren Arbeitslast. Hierzu kamen die Gottesdienste, welche mehrere Stunden des Tages beanspruchten.
Nach der Säkularisation wurde das Domkapitel auf zwölf Mitglieder beschränkt. Später kam eine Erhöhung auf 16 Mitglieder. Hierbei unterscheidet man zwischen Residierenden Domherren und Nichtresidierenden Domherren. Letztere tragen zwar die Kleidung der Domherren und nehmen auch an der Bischofswahl teil, sind jedoch nicht an den Geschäften des Kapitels beteiligt.
Es handelt sich bei ihnen zumeist um Dechanten und Professoren. Lediglich Dompropst Bernard Henrichs und Rolf Steinhäuser gelang der Wechsel vom Nichtresidierenden zum Residierenden Domherren.
Seit Mitte des 20. Jahrhunderts gibt es zudem Ehrendomherren. Diese sind faktisch nur dem Namen nach Domherren zu Köln, auch wenn sie deren Tracht tragen und den Kapitelsstern erhalten. Sie besitzen weder Mitspracherecht bei der Güterverwaltung noch Wahlrecht des Bischofs. Sie werden vom Domkapitel nominiert und vom Erzbischof ernannt. Hierbei handelt es sich in der Regel um verdiente Persönlichkeiten. Zu ihnen gehören u. a. der emeritierte Erzbischof von New Orleans, Philip Hannan, der Bischof von Würzburg, Friedhelm Hofmann oder der Erzbischof von Hamburg, Stefan Heße. Hannan war während der amerikanischen Besatzung Pfarrer am Kölner Dom, Hofmann vor seiner Bischofsernennung langjähriger Domkapitular und Dompfarrer, Heße ebenfalls vor seiner Bischofsernennung Domkapitular und Generalvikar in Köln.
Die Domherren des neuen Kapitels werden durch den Erzbischof von Köln ernannt. Ursprünglich bedurfte es hierfür eines Zusammenwirkens zwischen dem Erzbischof und dem König von Preußen. Unliebsame Ernennungen des Königs konnte der Erzbischof hierbei durch eine Ernennungsverweigerung ausschließen. Dies ging dabei jedoch zu Lasten des Kapitels und brachte teilweise jahrelange Vakanzen mit sich.
Seit dem Ende des Landesherrlichen Kirchenregiments 1918 ernennt der Erzbischof alleine. Hierbei ist er jedoch nicht frei; vielmehr ernennt er im Wechsel, einmal selbst (nach Anhörung des Kapitels) und einmal auf Vorschlag des Kapitels.

## Domizellare
Am Kölner Dom gab es 24 Domizellarspräbenden. Sie gehörten nicht zu den Kapitularen selbst, sondern waren Anwärter auf die 16 adligen Domkanonikate. Deshalb mussten die Domizellare, wie auch die Domgrafen, dem Hochadel angehören. Im Gegensatz zu den Domkanonikern wurden die Domizellare nicht vom Kapitel gewählt. Sie wurden vielmehr im Turnus von den einzelnen adligen Domherren frei vergeben.
Das Aufrücken eines Domizellars ins Kapitel geschah nicht automatisch. Vielmehr wählte das Kapitel, so dass es durchaus Beispiele von Domizellaren gibt, die niemals ins Kapitel und damit zu Domherren aufstiegen. Gleichzeitig sicherte der Turnus der Domherren den verschiedenen im Kapitel vertretenen Adelsfamilien einen gewissen dynastischen Einfluss und die Hoffnung, sich Kanonikate zu erhalten.

## Ehrendomherren
Die Ernennung von Ehrendomherren ist seit dem 20. Jahrhundert üblich geworden. Es handelt sich hierbei um verdiente Priester, die den Titel als besondere Anerkennung verliehen bekommen. Ihre Zahl ist auf zwölf begrenzt. Ehrendomherren sind auch die Bischöfe, die im Kölner Dom die Priesterweihe empfangen haben wie Heiner Koch (Berlin), Stefan Heße (Hamburg) oder Peter Kohlgraf (Mainz). Die Ernennung wird durch den Erzbischof von Köln ausgesprochen, der zuvor das Metropolitankapitel angehört haben muss.

## Kleidung
Wer die Domherren beim Chorgebet beobachtete, konnte leicht den adligen Herren vom Priesterherren unterscheiden. Während die Domgrafen eine rote Soutane und eine rote Mozetta trugen, trugen die Priesterherren eine schwarze Soutane. Beiden gemeinsam war der Kapitelsstern, der an den Stern der Heiligen Drei Könige erinnert, deren Gebeine als Reliquien im Dreikönigenschrein im Kölner Dom ruhen.
Das Domkapitel erhielt nach der Säkularisation für alle seine Kapitulare als Chorkleidung die schwarze Soutane und eine weiße, mit Spitze besetzte Mozetta wie auch den Kapitelsstern, nun jedoch nicht mehr am Stoffband mit Coulant, sondern an einer goldenen Kette. 1851 erwirkte der Kölner Erzbischof Johannes von Geissel seinem Kapitel das Recht einer violetten Soutane und einer violetten Mozetta. Im Gegensatz zu den Bischöfen befindet sich an der Mozetta der Domherren eine kleine Kapuze.
Außerhalb des Domes tragen die Domherren eine schwarze Soutane mit violettem Saum und violetten Knöpfen. Hierauf wird ein violettes Zingulum und der Kapitelsstern getragen.

## Bischofswahlrecht
In Köln lag bis zur Wahl von 1239 oder 1261 das Wahlrecht beim Priorenkolleg. Dieses bestand aus den höchsten Pröpsten und Äbten des Erzbistums; zu ihnen gehörten auch der Dompropst und der Domdechant. Nachdem das Kapitel 1274 endgültig das Priorenkolleg aus der Verwaltung des Erzbistums und der Bischofswahl verdrängen konnte, musste es sein Wahlrecht gegen das zunehmend geltend gemachte Ernennungsrecht des Papstes verteidigen.
Bereits die einmütige Wahl des Erzbischofs Wigbold von Holte im Jahre 1298 wurde durch den Papst kassiert. Seine Ernennung erhielt er erst, nachdem er auf alle ihm durch die Wahl zustehenden Rechte verzichtet hatte. Als die Stimmen bei der Wahl von 1304 auf drei verschiedene Kandidaten fielen und keine Einigung erzielt werden konnte, fiel dem Apostolischen Stuhl ohnehin die Ernennung zu.
Bei den kommenden vier Erzbischofsernennungen hingegen kam das Kapitel nicht mehr zum Zuge. Walram von Jülich, Wilhelm von Gennep, Adolf II. von der Mark und Engelbert III. von der Mark waren freie päpstliche Ernennungen.
Erst dann konnte das Kapitel nach und nach sein Wahlrecht zurückerobern. Als der Papst sich auch im Jahre 1370 die Besetzung des Kölner Bischofsstuhls reserviert hatte, konnte man sich mit Friedrich III. von Saarwerden zumindest auf eine Postulation einigen, welche man dem Papst als Ernennungsvorschlag überreichte und die dieser auch umsetzte. Als man 1414 Dietrich II. von Moers zum Erzbischof wählte, beugte sich der Papst dem Wunsch des Kaisers und ernannte ihn.
Erst das Wiener Konkordat (1448/49) sicherte dem Kapitel wieder das uneingeschränkte Wahlrecht.
Da der Erzbischof zugleich Kurfürst war und den wichtigen Staat Kurköln regierte, war die Bischofswahl ein hochpolitischer Akt. Österreich, Frankreich, die spanischen (später österreichischen) Niederlande, Bayern und Brandenburg-Preußen versuchten stets Einfluss zu nehmen und einen genehmen Kandidaten durchzudrücken. Um dieses Ziel zu erreichen, investierten sie hohe Summen als Bestechungsgelder für einzelne Kapitulare. Auch Herrschaften und ganze Bistümer gingen hierbei über den Tisch.
Nach der Säkularisation wurde dem Domkapitel erneut das Bischofswahlrecht zugestanden. Nun musste es allerdings eine Liste von Namen an den König von Preußen senden, der mit regi minus die ihm politisch unangenehmen Personen aus der Liste strich. Die verbliebenen, regi plus, wurden nun an den Apostolischen Stuhl gesandt, welcher eine Wahlliste von drei Personen an das Kapitel zurück sandte. Schon bald kam es jedoch zu Problemen, da der König so ausgiebig von seinem Recht Gebrauch machte, dass kaum ein Name auf der Liste verblieb. Das Kapitel war hier auf die Hilfe des Papstes angewiesen.
Kaum hatte sich mit der Novemberrevolution von 1918 das Problem erledigt, versuchte der Apostolische Stuhl das Wahlrecht zu beseitigen. Nun war das Kapitel auf die Hilfe des Staates angewiesen, vor allem 1919 nach dem Tode von Kardinal Felix von Hartmann. Das vehemente Bestehen des Kapitels auf seinem Wahlrecht und die ihm zukommende Unterstützung durch den Staat ermöglichten die Wahl des ohnehin von Rom, aber auch von Preußen und vom Domkapitel favorisierten Karl Joseph Schulte, die damit den deutschen Domkapiteln ihre Wahlrechte auch in der Weimarer Republik sicherte.
Bis heute sendet das Domkapitel eine Liste von zehn Namen an den Apostolischen Stuhl. Dieser ist jedoch für die Zusammenstellung der Dreierliste zur Wahl nicht daran gebunden, sondern soll sie lediglich würdigen. Erstmals bei der Wahl von 1987/89 tauchte ein Name auf der Terna auf, welcher nicht auf der Kapitelsliste gestanden hatte, zudem ließ der Papst deutlich wissen, wen er gewählt zu haben wünschte. Das Domkapitel weigerte sich zuerst zur Wahl zu schreiten, als jedoch Papst Johannes Paul II. eine Besetzung des Bischofsstuhls ohne Votum des Kapitels androhte, gab das Kapitel nach. Joachim Meisner wurde mit sechs Ja-Stimmen, aber 10 Enthaltungen, gewählt.
Vor der Ernennung des Erwählten fragt der Apostolische Stuhl bei den Landesregierungen von Nordrhein-Westfalen und Rheinland-Pfalz bezüglich politischer Bedenken nach.

## Bistumsverwaltung
Viele der Domherren gehörten bereits im Frühmittelalter zum Beratergremium des Erzbischofs und des Kaisers. So konnte das Kapitel stets einen gewissen Einfluss auf die Diözese ausüben, welchen es systematisch absicherte. Bereits 1219 hatte es das Domkapitel erreicht, dass der Erzbischof sich auf einen Capellarius aus dem Domkapitel verpflichtete. Dieser Verpflichtung folgte 1463 zudem die Zusicherung des Erzbischofs, dass der Generalvikar künftig nur noch dem Domkapitel entnommen werde. In späteren Jahren gelang es zudem auch, die Ämter des Offizials und des Weihbischofs an das Kapitel zu binden. Besaß der Erzbischof keine Weihen, so musste er einen Coadministrator in spiritualibus bestellen. Dieses war unter den Erzbischöfen Joseph Clemens von Bayern und Clemens August I. von Bayern der Fall. Beide entnahmen diese dem Domkapitel.
Die Mitglieder des neuen Domkapitels sind primär in der Bistumsverwaltung tätig. Neben den Weihbischöfen, dem Generalvikar und dem Offizial stellen sie die Hauptabteilungsleiter des Generalvikariates und zumeist auch den Regens des Kölner Priesterseminars.

## Landesverwaltung
An den im 14. Jahrhundert aufkommenden landständischen Aktivitäten beteiligte sich auch das Kölner Domkapitel. So konnte der Erzbischof seit Mitte des 15. Jahrhunderts keine territorialherrschaftlichen Rechte mehr ohne Zustimmung des Domkapitels ausüben, das nun als Mitherrscher galt. Der Einfluss auf die direkte Herrschaft wurde sogar noch dadurch verstärkt, dass man seit 1414 den noch zu Erwählenden eine Wahlkapitulation unterschreiben ließ. Durch diese war er an das Domkapitel gebunden. Erst hiernach kam es zur eigentlichen Wahl. Man kann von einer Reihenfolge sprechen: Vorwahl-Wahlkapitulation-Wahl. In der Zwischenzeit wurden Bistum und Land durch den Kapitularvikar verwaltet, den das Domkapitel wählte.
Innerhalb der Landesverwaltung waren die Domherren häufig in leitenden Positionen zu finden. So stellten sie verschiedene Premierminister, Rats- und Gerichtspräsidenten.